# Adapa
Adapa è un personaggio della mitologia mesopotamica, sacerdote e figlio del dio Ea (l'Enki sumerico), protagonista dell'omonimo mito.

## Attestazioni
Le attestazioni letterarie più antiche risalgono ad un testo babilonese del XIV secolo a.C., rinvenuto in Egitto (Tell El-Amarna), mentre le più recenti provengono dalla biblioteca del re neo assiro Assurbanipal, del VII secolo a.C.. Recentemente è stato rinvenuto un analogo testo negli scavi iracheni di Meturan (Tell Haddad) in lingua sumerica, ma non ancora pubblicato.

## Mitologia
Secondo il racconto, Adapa ha ricevuto dal padre divino il dono della saggezza,  ma non quello della vita eterna. La sua funzione è quella di accudire alla mensa del tempio del dio Ea, di cui è custode e sacerdote, nella città di Eridu (odierna Abu-Shahrain in Iraq), anticamente prospiciente il Golfo Persico, e a tale scopo si dedica quotidianamente alla pesca.
In un giorno, però, in acque calmissime, la sua barca viene rovesciata da Šūtu (accadico; sumerico: IM.U18.LU), divinità femminile del Vento del Sud. Adirato Adapa scaglia una maledizione contro la dea e le spezza l'ala (accadico: kappu). L'assenza naturale del vento comporta uno stravolgimento dei cicli vegetali, e dopo sette giorni Adapa viene chiamato al cospetto del dio del Cielo Anu, il quale aveva saputo dal suo messaggero Ilabrat l'accaduto.
Il padre di Adapa, il dio Ea, venuto a conoscenza della convocazione da parte di Anu, fa crescere sul capo di Adapa una chioma incolta e gli fa vestire abiti di lutto. Gli consiglia anche di rivolgersi agli dei che risiedono alla porta di Anu, Dumuzi e Ningizzida, lamentando la loro scomparsa sulla terra. Preso a simpatia dalle due divinità, queste intercedono presso il padre degli dèi, Anu, e Adapa si salva dal severo giudizio.
Anu gli offre quindi un vestito e dell'olio, tradizionali doni orientali d'ospitalità, e anche il  pane l'acqua della vita, che lo avrebbero reso immortale. Adapa accetta i primi doni, ma sempre su consiglio del padre Ea, rifiuta i secondi, mantenendo così la sua natura mortale. Interrogato da Anu sul suo rifiuto, Adapa confessa di aver seguito il consiglio del padre e viene quindi ricondotto sulla terra ma senza che Anu gli doni per sempre la superiorità sugli uomini.

## Interpretazioni
La problematica e l'eventuale simbologia che offre il testo sono tutt'altro che chiare, e molte sono le interpretazioni che gli studiosi hanno proposto. Allo stato attuale degli studi ancora in corso gli viene riconosciuta la natura sapienziale, confermata dal termine Apkallu (antico saggio ed esorcista) che la tradizione babilonese gli ha uniformemente attribuito.
Mario Liverani suggerisce l'ipotesi che tale mito consenta ai sacerdoti dei templi di comunicare al popolo che essi non si nutrono delle offerte sacrificali e che non dispongono dell'immortalità divina.